# Cristalloscopia
La cristalloscopia (talvolta si usa anche il termine inglese scrying) è la cristallomanzia studiata come fenomeno paranormale.
In italiano non sempre c'è differenza tra cristalloscopia e cristallomanzia, anche se quest'ultima, più propriamente, si riferisce alla semplice pratica divinatoria.

## Descrizione
La cristalloscopia consiste nell'usare un corpo traslucido (generalmente una sfera di cristallo) messa a contrasto con una parete scura o un panno scuro (talvolta viene usato invece uno specchio o comunque una superficie riflettente, come uno specchio d'acqua), concentrando la mente o lo sguardo allo scopo di far comparire presunte immagini. Le immagini che sembrano comparire possono essere osservate solo dal medium o sensitivo, oppure anche da altre persone; si afferma, senza prove certe, che siano state fotografate.
In ambito paranormale il fenomeno in questione, per il quale non vi sono prove effettive di veridicità, viene considerato una forma di chiaroveggenza o telepatia, oppure una manifestazione di proiezioni soggettive riguardanti fatti presupposti se a osservarli è solo il presunto sensitivo; viceversa, quando il fenomeno viene asseritamente osservato da più persone, acquista una valenza per cui si può parlare di fenomeni ideoplastici, alla stregua di presunte materializzazioni.

## Interpretazione
Le immagini vengono interpretate con simboli e icone tradotte in azioni future riguardanti i temi della vita dell'individuo preso in esame (per esempio: l'amore, la fortuna o la carriera).
Quando queste espressioni vengono usate a scopo prettamente divinatorio (usando sempre corpi incolori come sfere di cristallo, o anche bicchieri pieni d'acqua), la tecnica viene chiamata più propriamente cristallomanzia.